# حسين أباد (ديمكاران)
حسین أباد (بالفارسية: حسین‌آباد) هي قرية تقع في إيران في قسم دیمکاران الريفي. يقدر عدد سكانها بـ 601 نسمة .